# Torsäule
De Torsäule is een berg in de deelstaat Salzburg, Oostenrijk. De berg heeft een hoogte van 2588 meter.
De Torsäule is onderdeel van het bergmassief Hochkönig, dat weer deel uitmaakt van de Berchtesgadener Alpen.